# Crispian St. Peters
Crispian St. Peters(Swanley, 5 de abril de 1939 – 8 de junho de 2010) foi um cantor e compositor inglês mais conhecido por seu trabalho na década de 1960, particularmente nos seus hits de 1966, "The Pied Piper" e "You Were on My Mind".